# Murviel-lès-Montpellier
Murviel-lès-Montpellier is een gemeente in het Franse departement Hérault (regio Occitanie). De plaats maakt deel uit van het arrondissement Montpellier. Murviel-lès-Montpellier telde op 1 januari 2022 2.002 inwoners.

## Geografie
De oppervlakte van Murviel-lès-Montpellier bedroeg op 1 januari 2022 10,11 vierkante kilometer; de bevolkingsdichtheid was toen 198 inwoners per km².

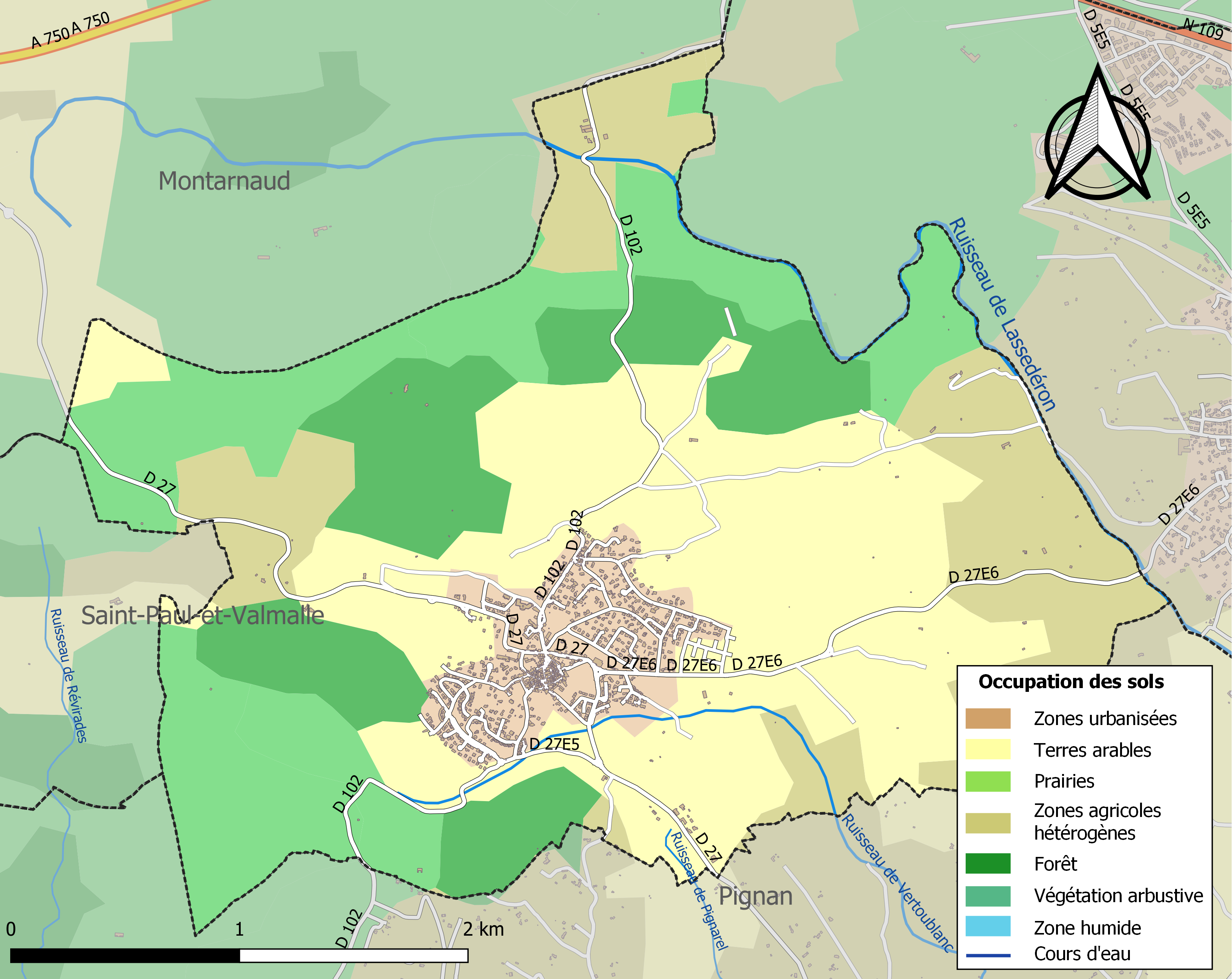
Kaart van de gemeente met belangrijkste infrastructuur, bodemgebruik en omliggende gemeenten

## Demografie
Onderstaande figuur toont het verloop van het inwonertal (bron: INSEE-tellingen).